# デイン・ウィザースプーン
デイン・ウィザースプーン（Dane Witherspoon、1957年12月27日 - 2014年3月29日）は、アメリカ合衆国の俳優。

## 出演作品
- デビル・シード